# Zofia Rysiówna

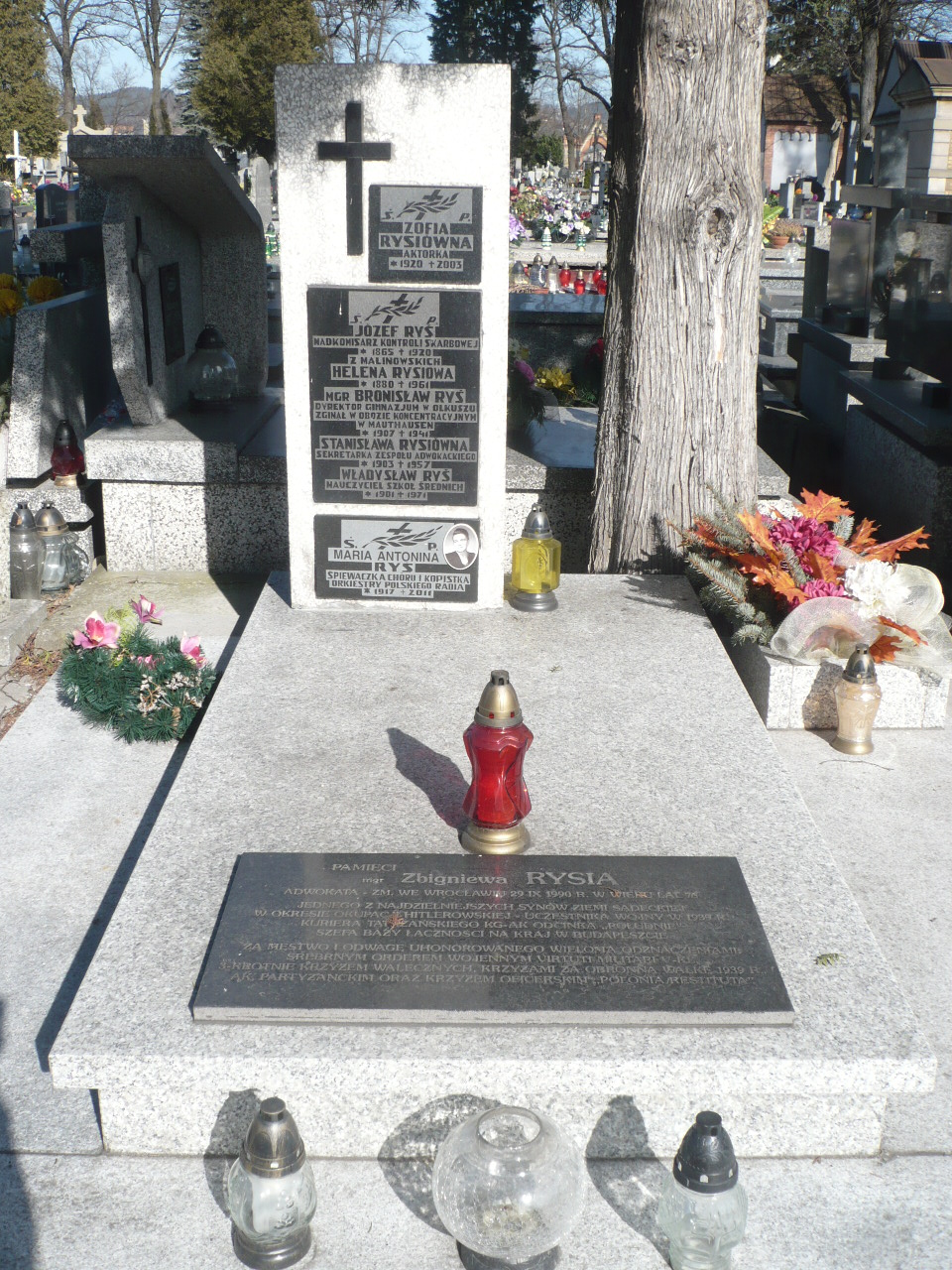
Grób Zofii Rysiówny na cmentarzu komunalnym w Nowym Sączu

Zofia Rysiówna (ur. 17 maja 1920 w Rozwadowie, zm. 17 listopada 2003 w Warszawie) – polska aktorka teatralna, filmowa i telewizyjna.

## Życiorys
Urodziła się jako najmłodsza z siedmiorga rodzeństwa. Gdy miała trzy miesiące zmarł jej ojciec. Dzieciństwo i młodość spędziła w Nowym Sączu. Od 1938 studiowała w Państwowym Instytucie Sztuki Teatralnej (PIST) w Warszawie.
W czasie II wojny światowej kluczowa uczestniczka uwolnienia 28 lipca 1940 Jana Karskiego ze szpitala w Nowym Sączu z rąk Gestapo, w związku z czym została aresztowana wiosną 1941, trafiła na Pawiak, a następnie osadzona w niemieckim obozie koncentracyjnym w Ravensbrück (nr obozowy 7286), gdzie doczekała końca wojny.
W 1945 złożyła aktorski egzamin eksternistyczny przed Komisją ZASP-u w Krakowie. 30 października 1945 zadebiutowała na deskach Teatru Miejskiego im. Juliusza Słowackiego w Krakowie rolą kobiety w spektaklu Przejrzały oczy nasze Wandy Karczewskiej w reż. Józefa Karbowskiego, a 22 grudnia zagrała tytułową rolę w Balladynie Juliusza Słowackiego. W latach 1945–1955 występowała na scenach Krakowa: Teatru Miejskiego im. Juliusza Słowackiego (1945–1946) i Teatrów Dramatycznych (1946–1950) oraz Poznania – Teatrów Dramatycznych (1950–1955). Od 1955 była aktorką scen warszawskich: Teatru Polskiego (1955–1958), Teatru Powszechnego (1958–1963), Teatru Dramatycznego (1963–1965, 1968–1977 i 1979–1992), Teatru Klasycznego (1965–1968) oraz Teatru Nowego (1977–1979).
Wystąpiła również w blisko 70 spektaklach Teatru Telewizji, m.in. w: Muchach Jeana-Paula Sartre’a (1956), Dziadach Adama Mickiewicza (1959), Balladach Federico Garcii Lorki (1960), Niemcach Leona Kruczkowskiego (1961) – wszystkie w reż. Adama Hanuszkiewicza oraz w Idach marcowych Thorntona Wildera w reż. Jerzego Gruzy (1962), Weselu Stanisława Wyspiańskiego w reż. Adama Hanuszkiewicza (1963), Chłopcach Stanisława Grochowiaka w reż. Tadeusza Jaworskiego (1966), Kollokacji Józefa Korzeniowskiego w reż. Maryny Broniewskiej (1969), Domu kobiet Zofii Nałkowskiej w reż. Jana Kulczyńskiego (1974), Jegorze Bułyczowie i innych Maksima Gorkiego w reż. Zygmunta Hübnera (1975), Uczniu diabła George’a Bernarda Shawa w reż. Marka Tadeusza Nowakowskiego (1978), Warszawiance Stanisława Wyspiańskiego w reż. Andrzeja Łapickiego (1978), a także w przedstawieniach: Barbara Radziwiłłówna Alojzego Felińskiego w reż. Mariusza Dmochowskiego jako królowa Bona (1980), Wujaszek Wania Antona Czechowa w reż. Aleksandra Bardiniego jako matka Wani (1980), Egipska pszenica Marii Pawlikowskiej-Jasnorzewskiej w reż. Olgi Lipińskiej jako Róża Krzeptowska, matka Wiktora (1994), Portret wenecki Gustawa Herlinga-Grudzińskiego w reż. Agnieszki Lipiec-Wróblewskiej jako Giovanna (1998) i Tartuffe, czyli obłudnik Moliera w reż. Andrzeja Seweryna jako pani Pernelle (2002).
Zmarła 17 listopada 2003 w Warszawie. Pochowana została w grobie rodzinnym Rysiów na cmentarzu komunalnym w Nowym Sączu (kwatera 9-B-5).

## Życie prywatne
Jej rodzeństwem byli: bracia Zbigniew (1914–1990), żołnierz, adwokat, Władysław (obrońca Lwowa z 1918, uczestnik wojny obronnej 1939), Bronisław (polonista, nauczyciel, harcerz, zm. 1941 w Mauthausen), siostry Wanda (żona Stanisława Skrzeszewskiego i Olgierda Straszyńskiego), Stanisława (zm. 1957), Maria (zm. 2011).
Od 1948 była drugą żoną Adama Hanuszkiewicza, z którym miała syna Piotra, reżysera filmowego, oraz córkę Katarzynę. Po rozwodzie z Hanuszkiewiczem związała się z operatorem filmowym Sergiuszem Sprudinem.

## Filmografia
- Mam tu swój dom (1963) – Fornalczykowa
- Drewniany różaniec (1964) – Mateczka
- Tatarak (1965) – doktorowa Marta
- A jeśli będzie jesień... (1976) – kombatantka
- Azyl (1976) – matka Bogdana
- Małgorzata (1978) – Marcjanna Fornalska
- Jeśli serce masz bijące (1980) – Leokadia von Goltz, właścicielka stancji
- Rok spokojnego słońca (1984) – siostra tłumaczka
- Zmiennicy (serial telewizyjny) (1986) – matka Jana Oborniaka (odc. 10. Krzyk ciszy)
- Rzeka kłamstwa (serial telewizyjny) (1987) – dziedziczka (odc. 3.)
- W labiryncie (serial telewizyjny) (1988–1990) – pani Lena, stara aktorka
- Gwiazda Piołun (1988) – dziedziczka
- Odbicia (serial telewizyjny) (1989) – Maria, ciotka Andrzeja (odc. 1–4)
- Modrzejewska (serial telewizyjny) (1989) – hrabina Zofia Potocka (odc. 4. Tworzenie siebie)
- Zawrócony (1994) – matka Tomka
- Faustyna (1994) – siostra Wiktoryna
- Dom (serial telewizyjny) (1980–2000) – siostra Wiktoria, kuzynka Stroynowskich:

● odc. 15. Długa księżycowa noc (1996),
● odc. 18. Trzecie kłamstwo (1997),
● odc. 24. Droga na skróty (2000)
- Paula und das Glück (1998)
- Królowa aniołów (1999) – dziedziczka Elżbieta Skłodowska

Użyczyła głosu
- Lato Muminków (1978) (bajka muzyczna, w nagraniu wykorzystano podkłady muzyczne zrealizowane dla Teatru Dramatycznego w Wałbrzychu do przedstawienia Lato Muminków)
- Kubuś Puchatek (1985) (bajka muzyczna wydana przez Polskie Nagrania na kasecie; CK 415) – Kangurzyca
- Chatka Puchatka (1986) (bajka muzyczna wydana przez Polskie Nagrania na kasecie; CK 416) – Kangurzyca

## Ordery i odznaczenia
- Krzyż Komandorski Orderu Odrodzenia Polski (29 listopada 2000)[4]
- Krzyż Oficerski Orderu Odrodzenia Polski (1963)
- Złoty Krzyż Zasługi z Mieczami
- Złoty Krzyż Zasługi (22 lipca 1952)[5]
- Krzyż Walecznych (1949)
- Krzyż Partyzancki (1982)
- Krzyż Oświęcimski (1985)
- Krzyż Armii Krajowej (1994)
- Medal Zwycięstwa i Wolności 1945 (1976)
- Medal 10-lecia Polski Ludowej (28 lutego 1955)[6]
- Odznaka 1000-lecia Państwa Polskiego (1967)
- Odznaka „Weteran Walk o Wolność i Niepodległość Ojczyzny” (1995)
- Złota Odznaka honorowa „Za Zasługi dla Warszawy” (1989)

## Nagrody
- Nagroda Przewodniczącego Komitetu do Spraw Radia i Telewizji za kreacje aktorskie w programach radiowych i telewizyjnych (1980)
- Nagroda Przewodniczącego Komitetu do Spraw Radia i Telewizji za wybitne kreacje aktorskie w Teatrze Polskiego Radia (1986)
- Wielki Splendor – nagroda Teatru Polskiego Radia dla wybitnej osobistości współpracującej z Teatrem PR (1989)[7]
- Nagroda im. Aleksandra Zelwerowicza za całokształt dokonań artystycznych – przyznana w związku z jubileuszem 50-lecia pisma „Teatr” (1996)